# ルカシュ・ロザンスキー
ルカシュ・ロザンスキー（Łukasz Różański、1986年1月23日 - ）は、ポーランドのプロボクサー。ジェシュフ出身。元WBC世界ブリッジャー級王者。

## 来歴
2018年6月2日、ジェジュフのG2A・アリーナでマイケル・スプロットと対戦し、2回24秒TKO勝ちを収めた。
2019年7月6日、ジェジュフのスタディオン・ミチェスキでイズ・ウゴノフと対戦し、4回2分16秒KO勝ちを収めた。
2021年5月30日、ジェジュフのハラ・ナ・ポドプロミウでアルツール・スピルカとWBCが新しく設置したWBCインターナショナルブリッジャー級王座決定戦を行い、初回2分25秒KO勝ちを収め王座を獲得した。
2022年8月13日、カルタヘナでWBC世界ブリッジャー級王者オスカル・リバスに挑戦する予定だったが延期されたのち中止になった。
2023年1月5日、WBC世界ブリッジャー級王者のリバスが網膜剥離のため休養王者に認定されたことにより、2代目の王座決定戦を1位のアレン・バビッチと3位のロザンスキーの間で行を行うようWBCから発令された。
2023年1月31日、WBCによりWBC世界ブリッジャー級2代目の王座決定戦の入札が実施されロザンスキーを擁するKOプロモーションズが425,000ドルを提示しバビッチを擁するマッチルーム・スポーツの325,000ドルを抑えロザンスキー側が落札した。
2023年4月22日、ジェジュフのG2A・アリーナでWBC世界ブリッジャー級王座決定戦をWBC世界ブリッジャー級1位でWBC世界ブリッジャー級シルバー王者のアレン・バビッチと行い、初回2分10秒TKO勝ちを収め王座を獲得した。
2024年5月24日、ジェジュフのハラ・ナ・ポドプロミウで元WBO世界クルーザー級王者でWBC世界ブリッジャー級1位のローレンス・オコリーと対戦し、初回2分55秒KO負けを喫し最多防衛記録となる初防衛に失敗、王座から陥落した。

## 戦績
プロボクシング:16戦 15勝 （14KO）1敗
| 戦           | 日付           | 勝敗 | 時間    | 内容    | 対戦相手                         | 国籍           | 備考                                          |
| ------------ | -------------- | ---- | ------- | ------- | -------------------------------- | -------------- | --------------------------------------------- |
| 1            | 2015年10月17日 | ☆    | 1R 0:59 | KO      | マテウス・ジエリンスキー         | ポーランド     |                                               |
| 2            | 2015年11月27日 | ☆    | 4R 終了 | 判定3-0 | アーティオム・チャルニアケビッチ | ベルギー       |                                               |
| 3            | 2016年5月21日  | ☆    | 1R 2:35 | TKO     | バルトス・シュバルツィンスキー   | ポーランド     |                                               |
| 4            | 2016年10月22日 | ☆    | 1R 0:51 | KO      | シャーンドル・バログ             | ハンガリー     |                                               |
| 5            | 2017年2月25日  | ☆    | 1R 2:32 | TKO     | ラズロ・トース                   | ハンガリー     |                                               |
| 6            | 2017年4月22日  | ☆    | 2R 2:47 | KO      | マルコ・コリック                 | バングラデシュ |                                               |
| 7            | 2017年9月9日   | ☆    | 1R 2:00 | KO      | アルベルト・ソスノフスキー       | ポーランド     |                                               |
| 8            | 2018年2月10日  | ☆    | 2R 1:16 | TKO     | アンドラス・チェメル             | ハンガリー     |                                               |
| 9            | 2018年6月2日   | ☆    | 2R 0:24 | TKO     | マイケル・スプロット             | イギリス       |                                               |
| 10           | 2018年11月10日 | ☆    | 1R 2:46 | TKO     | ユーゲン・ブッフミューラー       | フランス       |                                               |
| 11           | 2019年7月6日   | ☆    | 4R 2:16 | KO      | イズアグべ・ウゴノ               | ポーランド     | ポーランドヘビー級王座決定戦                  |
| 12           | 2020年6月20日  | ☆    | 2R 1:18 | TKO     | エリクス・カラスニコフ           | ラトビア       |                                               |
| 13           | 2020年9月19日  | ☆    | 2R 1:30 | TKO     | オズジャン・チェティンカヤ       | トルコ         |                                               |
| 14           | 2021年5月30日  | ☆    | 1R 2:25 | KO      | アルツール・スピルカ             | ポーランド     | WBCインターナショナルブリッジャー級王座決定戦 |
| 15           | 2023年4月22日  | ☆    | 1R 2:10 | TKO     | アレン・バビッチ                 | クロアチア     | WBC世界ブリッジャー級王座決定戦               |
| 16           | 2024年5月24日  | ★    | 1R 2:55 | KO      | ローレンス・オコリー             | イギリス       | WBC陥落                                       |
| テンプレート |                |      |         |         |                                  |                |                                               |

## 獲得タイトル
- WBCインターナショナルブリッジャー級王座
- WBC世界ブリッジャー級王座(防衛0)